# Olympique Basket Club
Maillots
L'Olympic Basket Club, ou OBC, est un club ivoirien de basket-ball basé à Abidjan. Il est présidé par Roger Konan, qui en est le fondateur.

## Historique
L'Olympic Basket Club de Cocody (OBC) est né de l'Olympic Basket-ball Center, structure créée le 6 novembre 2002 à Abidjan (Côte d'Ivoire). L'Olympic Basket-ball Center compte en son sein un centre de formation dénommé Olympic.

## Palmarès
- 2003
  - Vice-champion de Côte d’Ivoire 2003, « catégorie Benjamines »
  - Vice-champion de Côte d’Ivoire 2003, « catégorie Benjamins »
  - Vice-champion de Côte d’Ivoire 2003, « catégorie Cadets »
  - 12e  sur 16 équipes en « catégorie Senior » (1re Division)
- 2004
  - Champion de Côte d’Ivoire 2004, « catégorie Juniors Garçons »
  - Champion de Côte d’Ivoire 2004, « catégorie Espoirs Dames »
  - Vainqueur Coupe Nationale de Côte d’Ivoire, « catégorie Espoirs Dames »
  - Accession de l’équipe 1re Hommes en N1
- 2005
  - Meilleur Centre de formation de Côte d’Ivoire 2005
  - Champion de Côte d’Ivoire 2005, « Benjamins »
  - Champion de Côte d’Ivoire 2005, «Espoirs Dames»
  - Champion de Côte d’Ivoire 2005, «Espoirs Hommes »
  - Vainqueur Coupe Nationale de Côte d’Ivoire, « Juniors Garçons »
  - Vice-champion de Côte d’Ivoire 2005, «Cadets»
  - Finaliste Coupe Nationale de Côte d’Ivoire, «Cadets»
  - Finaliste Coupe Nationale de Côte d’Ivoire, «Minimes Garçons»
  - 6e  sur 12 équipes en « Seniors Hommes » (N1)
  - ½ Finaliste Coupe nationale de Côte d’Ivoire, « Seniors Hommes » (N1)
  - 5e  sur 9 équipes en « Seniors Dames » (N1)
- 2006
  - Champion de Côte d’Ivoire 2006, «Espoirs Dames»
  - Champion de Côte d’Ivoire 2006, «Espoirs Hommes »
  - Champion de Côte d’Ivoire 2006, «Juniors Garçons »
  - Meilleure équipe «Juniors Garçons »
  - Meilleure équipe «Minimes Filles»
  - Meilleure équipe «Benjamins»
  - Meilleur joueur Cadet (AYE Stéphane)
  - Champion de Côte d’Ivoire 2006, « cadettes »
  - Vainqueur Coupe Nationale de Côte d’Ivoire, « Cadets»
  - Vice-champion de Côte d’Ivoire 2006, «catégorie Benjamins»
  - Finaliste Coupe Nationale de Côte d’Ivoire, «catégorie Benjamins»
  - 3e  sur 12 équipes en « Seniors Hommes »  (N1)
  - 3e  sur 10 équipes en « Seniors Dames »  (N1)
  - ½ Finaliste Coupe nationale de Côte d’Ivoire, « Seniors Hommes » (N1)
  - Meilleur Joueur Senior Homme (KOKOUN Stéphane)
- 2007
  - Vice-Champion de Côte d’Ivoire 2007, «Espoirs Dames»
  - Champion de Côte d’Ivoire 2007, «Juniors Filles »
  - Vainqueur Coupe Nationale de Côte d’Ivoire, «Juniors Filles »
  - Champion de Côte d’Ivoire 2007, «Cadettes»
  - Vainqueur Coupe Nationale de Côte d’Ivoire, «Cadettes»
  - Vainqueur Coupe Nationale de Côte d’Ivoire, «Minimes Filles »
  - Vice-Champion de Côte d’Ivoire 2007 «Minimes Filles »
  - Vice-Champion de Côte d’Ivoire 2007 «Minimes Garçons»
  - Vice-Champion de Côte d’Ivoire 2007 «Benjamines»
  - Vice-Champion de Côte d’Ivoire 2007 «Benjamins»
  - Meilleure joueuse Junior fille (BAMBA Fatou)
  - Révélation Senior Dame de l’année (KONE Fatou)
  - Meilleur Formateur de Centre (NDA Thomas Hilaire)
  - Meilleur Centre de formation de Côte d’Ivoire
  - 3e sur 8 équipes en « Seniors Hommes »  (N1)
  - 4e sur 10 équipes en « Seniors Dames »  (N1)
- 2008
  - Vice-champion de Côte d’Ivoire 2008 «Juniors Filles »
  - Vice-champion de Côte d’Ivoire 2008 «Cadets »
  - Vice-champion de Côte d’Ivoire 2007, «Espoirs Hommes»
  - Vainqueur Coupe Nationale de Côte d’Ivoire, «Benjamins»
  - Vainqueur Coupe Nationale de Côte d’Ivoire, «Minimes Garçons »
  - Vainqueur Coupe Nationale de Côte d’Ivoire, «Cadets »
  - Vainqueur Coupe Nationale de Côte d’Ivoire, «Juniors Garçons»
  - Finaliste Coupe Nationale de Côte d’Ivoire « Seniors Hommes »  (N1)
  - 4e sur 8 équipes en « Seniors Dames »  (N1)
  - Vainqueur de la Super Coupe des Seniors Hommes 2008
  - Champion de Cote d'ivoire 2016  CATEGORIE  "cadets garcons"

## Joueurs actuels
- Mohammed Ulrich Krah
- Jeremy Agbo
- Latif Kone
- Yves Armel Konan
- Adama Camara
- Hassan Camara
- Hermann Digbri
- Emmanuel Kouadja
- Isaac Amorissani

## Anciens joueurs
- Daouda Camara
- Bohoui Pierre Celestin Gbotto
- Stephane Kokoun
- Adama Bamba
- Seydou Traore
- Himad Keita
- Lamine Diallo
- Isaac Amani
- Amara Kamate
- Bovic Panze
- Bacto fabrice
- Doukoé DEVALOUA ( Kabila )

## Anciennes joueuses
- Fatoumata Koné
- Minata Fofana
- Florence Koundia
- Nadege Zouzou
- Abibata Coulibaly
- Amy Kone
- Rachelle Kouassi

1. ↑  Seuls les principaux titres en compétitions officielles sont indiqués ici.